# Michał Kądzioła
Michał Krzysztof Kądzioła (* 28. Mai 1989 in Dąbrowa Górnicza) ist ein polnischer Beachvolleyballspieler. Er wurde zwei Mal Meister seines Heimatlandes.

## Karriere
Kądzioła begann seine internationale Karriere 2007 mit Jakub Szałankiewicz, der bis 2016 sein Partner war. Vor heimischem Publikum in Mysłowice gewannen Kądzioła/Szałankiewicz die Jugend-Weltmeisterschaft und danach die polnische Meisterschaft. Kurz darauf absolvierten sie in Stare Jabłonki ihr erstes Open-Turnier. Im folgenden Jahr nahmen sie regelmäßig an dieser internationalen Serie teil. Sie qualifizierten sich für die Europameisterschaft 2008 in Hamburg, wo sie nach zwei Niederlagen den 25. Platz belegten. Kurz darauf wurden sie Fünfte der Junioren-WM in Brighton. 2009 spielten die beiden Polen ihre ersten Grand Slams. Nach dem vierten Rang bei der U23-EM in Jantarny gewannen sie bei der Junioren-WM in Blackpool ihren zweiten Nachwuchs-Titel. 2010 blieben sie in der Vorrunde der EM in Berlin sieglos, aber anschließend sicherten sie sich bei der U23 in Kos ihren nächsten Titel. Ein Jahr später nahmen sie an der Weltmeisterschaft in Rom teil. Dort erreichten sie als Gruppendritter die erste K.o.-Runde, in der sie sich den späteren Finalisten Márcio Araújo und Ricardo Santos aus Brasilien geschlagen geben mussten. Bei der U23-EM in Porto unterlagen sie diesmal im Endspiel. 2012 erreichten sie bei der EM in Scheveningen den vierten Platz. 
Kądzioła/Szałankiewicz standen 2013 beim Grand Slam von Shanghai  in der Vorschlussrunde und bei den gleichwertigen Events in Den Haag und Berlin im Viertelfinale. Bei der WM in Stare Jabłonki landeten sie auf Platz neun, als sie im Achtelfinale gegen die Deutschen Erdmann/Matysik ausschieden. Eine Saison später kamen geteilte fünfte Plätze bei den höchst dotierten Turnieren in der chinesischen und deutschen Metropole sowie im polnischen Stare Jablonki hinzu. 2015 reichte es bei der WM noch zum siebzehnten Rang und beim Majors in Gstaad zur Runde der besten Acht. Ein Jahr später war das beste Resultat der Halbfinaleinzug beim Open in Kish Island. 
In den folgenden beiden Spielzeiten war Kądzioła mit Michal Makowski und anschließend mit Bartlomiej Malec auf nationaler Ebene unterwegs. Ein Sieg gelang mit keinem der beiden. Dies änderte sich 2019 mit Marcin Ociepski beim ersten gemeinsamen Auftritt in Zbąszyń sowie bei der Ein–Stern–Veranstaltung in Malbork und beim nationalen Wettbewerb in Brno. Während der einjährigen Beachpause seines Partners stand der gebürtige Schlesier mit Wiktor Mielczarek in zwei Endspielen. Der nächste Erfolg gelang mit Ociepski gleich beim ersten Wettbewerb 2021. Zwei weitere Siege folgten bei kleineren Turnieren, bevor das Duo 2022 das FIVB Futures in Warschau gewann. Der letzte gemeinsame Auftritt im August der gleichen Saison war ein weiterer Höhepunkt in der Karriere von Michał Kądzioła. Fünfzehn Jahre nach dem ersten Titelgewinn stand er als polnischer Meister bei der Siegerehrung ein zweites Mal auf der obersten Stufe des Podests. Das letzte Event seiner Laufbahn, das zweite Futures der Spielzeit in der polnischen Hauptstadt, endete für ihn und Michal Korycki mit dem Gewinn der Bronzemedaille.